# Открытое государство
Откры́тое прави́тельство (откры́тое госуда́рство) — это доктрина государственного управления, которая поддерживает право граждан на доступ к документам и действиям государства с целью возможности эффективного общественного контроля за государственным регулированием. В наиболее широком изложении она противостоит попыткам легитимизации расширения секретности и непубличности деятельности государственных структур. Истоки аргументов в пользу открытого государства могут быть отнесены ко времени эпохи Просвещения в Европе, в течение которой философами обсуждалось правильное построение зарождавшегося демократического общества.

## Содержание
Прозрачность государства часто связана с обеспечением подотчетности. Прозрачность зачастую позволяет гражданам демократических стран контролировать их государство и уменьшать коррупцию, взятки, и иные должностные преступления. 
Современная доктрина открытости государства находит сильную поддержку среди некоммерческих организаций, занятых противостоянием тому, что они видят как непрерывную тенденцию склонности государства к уходу в секретность, везде где это только возможно. Они выступают в поддержку применения норм открытости и прозрачности по всему миру и убеждают в необходимости подобных стандартов для процветания и развития демократических обществ. В России одной из подобных организаций выступает ИРСИ.

## Направления и приоритеты
Мировая практика в области открытости государства является весьма широкой и включает множество тем и направлений, которые правительства стран выбирают как приоритетные. В то же время, ряд направлений присутствуют повсеместно и считаются неотъемлемыми для обеспечения публичности государства.
К таким направлениям можно отнести:
- Свобода информации. Свобода доступа к государственной информации для граждан.
- Открытые данные. Открытые государственные данные. Свободное использование государственных данных разработчиками и сотрудниками НКО.
- Открытый диалог. Открытый диалог между гражданами и государством. Возможность граждан влиять на государственные структуры.
- Открытый бюджет. Открытость государственных расходов включая государственные и муниципальные бюджеты, государственные закупки, госконтракты, гранты и субсидии.
- Открытый парламент. Открытость представительных органов власти, включая свободу доступа к парламентской информации, доступность парламентской информации в структрированном и открытом формате, понятность и публичность процедур принятия законов, вовлечение граждан в процессы разработки законопроектов.

Эти направления отчасти представлены и в России в виде несистематизированных государственных и общественных инициатив. Например, Счетная палата Российской Федерации, как орган высшего аудита, воспринимает открытость как один из важнейших элементов обеспечения полезности для граждан и реализации принципов прозрачности и подотчетности в соответствии со стандартами ISSAI 121 и ISSAI 202 Международной организации высших органов аудита (ИНТОСАИ), а открытость государства — как составляющую эффективности расходования бюджетных средств. 

### Открытые данные
Одной из существенных проблем общения представителей государства и граждан является проблема непонятности государственной информации для простых людей. Эта проблема широко распространена во всём мире, и во всех развитых странах она сейчас решается через подход, который называется «открытые данные». Открытые данные — это специальный способ публикации информации в форматах, пригодных для последующей обработки и анализа. Они также называются открытые машиночитаемые данные Такой подход позволяет широкое повторное использование публичных государственных баз данных бизнесом, СМИ и гражданским обществом. Примерами подобных данных в России можно привести машиночитаемое раскрытие информации:
- о государственных закупках
- справочники адресной информации КЛАДР
- раскрытие бюджета города Москвы в форматах, пригодных для повторного использования.

В России процесс раскрытия данных был запущен в мае 2012 Указом Президента Российской Федерации "Об основных направлениях совершенствования системы государственного управления". Для исполнения задачи Правительство обязало органы власти публиковать информацию в форме открытых данных и утвердило Концепцию открытости федеральных органов исполнительной власти. Приказом Минкомсвязи России были утверждены Требования к технологическим, программным и лингвистическим средствам, необходимым для размещения информации государственными органами и органами местного самоуправления в сети "Интернет" в форме открытых данных. 
Для дальнейшей реализации концепции открытости было принято решение о создании федерального портала открытых данных. Концепция портала была одобрена Правительственной комиссией по координации деятельности Открытого правительства (протокол заочного голосования от 14 октября 2013 года). В марте 2014 года по заказу Минэкономразвития России создан и введен в тестовую эксплуатацию Портал открытых данных Российской Федерации.
Работают порталы открытых данных города Москвы, правительства Тульской области (всего 13 порталов). Открытые данные также публикуются на сайтах региональных органов власти и профильных министерств и ведомств. 
Счетная палата Российской Федерации в своей работе также реализует принцип открытости, в частности, через публикацию всех отчетов о контрольных и экспертно-аналитических материалах на своем сайте, через упрощение языка отчетов и наращивания понятности этих документов, а также через открытие исходных кодов своих программ. 
Открытые данные также продвигаются общественными проектами, например OpenGovData.ru и GisLab.info.

### Народная экспертиза/ Открытые коммуникации
Среди множества примеров подобных проектов в России необходимо отметить  проекты обсуждения законопроектов, такие как система обсуждений Правительства Российской Федерации, обсуждение законопроектов под эгидой Президента,  народное обсуждение законопроектов в Республике Башкирия, публичное онлайн обсуждение концепции здравоохранения и множество других. Можно говорить о том, что в России появилось множество проектов по организации так называемой «народной экспертизы». Эти проекты обеспечивают эффективный механизм коммуникации государства и граждан за счёт того, что публичное обсуждение позволяет избежать наиболее грубых ошибок при нормотворчестве. Также к этой категории проектов можно отнести проекты по сбору идей и жалоб граждан на дорожные проблемы, проблемы городской инфраструктуры, незарегистрированные свалки и тому подобные инициативы. 

### Открытость государственных расходов
В мире всё более набирает вес движение в сторону раскрытия органами власти информации о том, куда направляются государственные расходы. Существуют инициативы по мониторингу открытости и полноты публикации бюджетов в странах мира, и формируется рейтинг. Принятая 20 июля 2011 года концепция «Электронный бюджет» и запланированный к созданию портал этой системы позволят донести информацию о бюджетах страны, регионов и муниципалитетов до всех граждан. В России на сегодняшний день запущен первый подобный публичный портал по бюджету города Москвы, где представлена детальная информация по всем запланированным программам города. Также открытостью бюджета в России занимается Счетная палата Российской Федерации, которая проводит экспертизу проектов федеральных законов о федеральном бюджете и бюджетах государственных внебюджетных фондов РФ, проверку и анализ обоснованности их показателей, а также готовит и предоставляет палатам Федерального Собрания заключения на проекты федеральных законов о федеральном бюджете и бюджетах государственных внебюджетных фондов РФ. Наглядно о работе в этом направлении можно посмотреть в проекте "Стадии принятия бюджета".